# كاتي جونسون (ممثلة)
كاتي جونسون (بالإنجليزية: Katie Johnson)‏ هي ممثلة بريطانية (وحملت سابقاً جنسية المملكة المتحدة لبريطانيا العظمى وأيرلندا)، ولدت في 18 نوفمبر 1878 في المملكة المتحدة، وتوفيت بنفس المكان في 4 مايو 1957. بدأت مشوارها المهني سنة 1894.

## وصلات خارجية
- كاتي جونسون على موقع IMDb (الإنجليزية)
- كاتي جونسون على موقع ألو سيني (الفرنسية)
- كاتي جونسون على موقع تيرنر كلاسيك موفيز (الإنجليزية)
- كاتي جونسون على موقع أول موفي (الإنجليزية)
- كاتي جونسون على موقع قاعدة بيانات برودواي على الإنترنت (الإنجليزية)
- كاتي جونسون على موقع قاعدة بيانات الأفلام السويدية (السويدية)
- كاتي جونسون على موقع قاعدة بيانات الفيلم (الإنجليزية)
- كاتي جونسون على موقع كينوبويسك (الروسية)